# Airport Sprinter
De Airport Sprinter is de naam van een sprinter-treindienst die sinds de treindienstregeling van 2025 een pendeldienst onderhoudt tussen  Amsterdam Centraal en Schiphol Airport op de spoorlijn Amsterdam Centraal - Schiphol en deels op spoorlijn Weesp - Leiden (alleen tussen Hoofddorp en Schiphol).
De trein stopt onderweg te Amsterdam Sloterdijk en Amsterdam Lelylaan en rijdt voorbij Schiphol door tot Hoofddorp.

## Hoge frequentie
De treindienst rijdt overdag acht keer per uur. Dit is een frequentere dienst dan normaal op het Nederlandse spoorwegnet (buiten de Grand Prix Formule 1 van Nederland) en vergelijkbaar met een S-Bahn of de RER. Na 21.00 uur rijdt er vier keer per uur een trein.
Om deze hoge frequenties mogelijk te maken, zijn twintig Sprinters Nieuwe Generatie geschikt gemaakt voor driver controlled operation, wat nieuw was voor de NS en daar ook Technisch Geleid Vertrekproces wordt genoemd.

## Andere treinen
Met de komst van deze trein op 15 december 2024 vervielen alle andere treinen op de verbinding tussen Amsterdam Centraal en Schiphol die daar tot dan toe reden, zoals de sprinters richting Weesp en verder en de intercitytreinen richting Rotterdam (HSL) en verder.
Alleen de Eurostar-treinen (naar Londen en Parijs) rijden nog over deze verbinding. Deze stoppen echter niet tussen Amsterdam Centraal en Schiphol (de trein naar Londen ook niet te Schiphol).
Voorts is er nog op een deel van de route de sprinterdienst Hoofddorp – Schiphol Airport –  Amsterdam Lelylaan – Amsterdam Sloterdijk – Zaandam en verder (die niet rijdt tussen Sloterdijk en Amsterdam Centraal). Verder zijn er enkele treinen van het Nachtnet die echter niet stoppen tussen Amsterdam Centraal en Schiphol.
| Serie | Treinsoort    | Route                                                                    | Bijzonderheden                                                    |
| ----- | ------------- | ------------------------------------------------------------------------ | ----------------------------------------------------------------- |
| 8100  | Sprinter (NS) | Hoofddorp – Schiphol Airport – Amsterdam Sloterdijk – Amsterdam Centraal | Rijdt onder de formule Airport Sprinter.                          |
| 8200  | Sprinter (NS) | Hoofddorp – Schiphol Airport – Amsterdam Sloterdijk – Amsterdam Centraal | Rijdt onder de formule Airport Sprinter.                          |
| 8300  | Sprinter (NS) | Hoofddorp – Schiphol Airport – Amsterdam Sloterdijk – Amsterdam Centraal | Rijdt onder de formule Airport Sprinter. Rijdt niet na 21:00 uur. |
| 8400  | Sprinter (NS) | Hoofddorp – Schiphol Airport – Amsterdam Sloterdijk – Amsterdam Centraal | Rijdt onder de formule Airport Sprinter. Rijdt niet na 21:00 uur. |